# LC1
LC1 ist eine Marke für probiotische Milchprodukte des Unternehmens Nestlé und wird in der Schweiz durch die Lactalis Nestlé Frischprodukte Schweiz AG vertrieben.

## Geschichte
Nach, laut Angaben des Herstellers, fünf Jahren Forschungsarbeit brachte Nestlé im Herbst 1995 ein Joghurt unter dem Namen LC1 auf dem Markt. Es war einer der ersten sogenannten „probiotischen Joghurts“.
Vor der Einführung von LC1 war der Joghurtmarkt durch einen großen, aber mengenmäßig nicht mehr wachsenden Markt bei wegen Preisrückgangs rückläufigem Umsatz gekennzeichnet. Nestlé wollte deshalb mit LC1 ein neues Marktsegment etablieren. Mit der Markteinführung sollten drei Ziele erreicht werden:
- es sollte ein neues Segment im Joghurtmarkt geschaffen werden
- in diesem Segment sollte LC1 die führende Marke werden
- LC1 sollte zu einem höheren Preis verkauft werden als herkömmliche Joghurts

Diese Ziele wurden erreicht, im 2. Halbjahr 1996 hatte LC1 im Segment der probiotischen Joghurts einen Marktanteil von 67 Prozent.

## Produkte und Wirkung
Unter der Marke LC1 werden verschiedene probiotische Joghurts und Joghurtdrinks angeboten. Die Produkte von LC1 gehören zur Kategorie „Functional Food“, da ihnen eine positive Wirkung auf die Verdauung nachgesagt wird.
Die Produkte von LC1 enthalten Bakterien des Stammes Lactobacillus johnsonii La1. Einem Bakterium das auch im Vaginalschleim schwangerer Frauen vorkommt. Zu der Wirkung der Bakterien gibt es jedoch auch kritische Meinungen. Umstritten ist, in welchem Ausmass die Wirkung von probiotischen Joghurts jene von normalen Joghurts übertrifft. Denn auch die in normalen Joghurt enthaltenen Milchsäurebakterien entfalten eine positive Wirkung auf die Darmflora. Probiotische Bakterien sollen aber resistenter sein und so den Magentrakt in grösserer Zahl überleben. Damit sollen mehr Milchsäurebakterien den Darmtrakt in wirksamer Form erreichen. Die dem Bundesamt für Gesundheit vorgelegten Studien bestätigen die Wirkung von LC1. Nestlé darf deshalb die gesundheitsbezogene Angabe „Reguliert sanft und natürlich die Verdauung“ verwenden. Eine größere Wirksamkeit gegenüber herkömmlichen Joghurts ist damit jedoch nicht belegt.

## Werbung
Nestlé investierte in die Werbung zur Markteinführung 15 Mio. D-Mark, also rund 7,7 Mio. €. Dabei sollte LC1 nicht als ein weiterer Joghurt unter vielen, sondern als ein völlig neues Produkt beworben werden. Dazu wurden zwei Wege eingeschlagen:
- Zum einen wurde über einen Igel ein Markenbewusstsein geschaffen (der Igel ist durch seine Stacheln geschützt, der Mensch nicht, deshalb braucht er LC1)
- Zum anderen sollte die Wirkung über informative Inserate erklärt werden.[1]

Dies wurde durch die für einen Joghurt bis dahin ungewöhnliche Verpackung (blauer Joghurtbecher statt der üblichen weißen) und den für einen Joghurt ungewöhnlichen und nicht auf den ersten Blick selbsterklärenden Namen LC1 unterstützt. Die Werbekampagne wurde von der Agentur Trust Corporate Culture konzipiert. Für die Werbekampagne wurden Nestlé und die Agentur vom Gesamtverband Kommunikationsagenturen 1997 mit dem GWA Effie in Bronze in der Sparte Konsumgüter Food ausgezeichnet.
LC1 wird mit der Aussage „LC1 reguliert sanft und natürlich die Verdauung“ beworben. Ursprünglich wurde mit: „Verdauung gut, alles gut – LC1 reguliert sanft und natürlich die Verdauung“ geworben. Nach einer Prüfung des Bundesamtes für Gesundheit musste aber auf den ersten Teil der Werbung verzichtet werden, während der zweite Teil als zulässig befunden wurde.
Der emeritierte ETH-Professor Michael Teuber ist gegenüber den Herstellerversprechungen skeptisch. Es dürfe nicht der Eindruck erweckt werden, dass eine grundsätzlich schlechte Ernährung alleine durch ein probiotisches Joghurt ausglichen werden kann. Zudem kritisiert er die Teilnehmerzahl einiger Studien.